# وينشستر مقاطعة نيباغو (ويسكونسن)
وينشستر، مقاطعة نيباغو (بالإنجليزية: Winchester, Winnebago County, Wisconsin)‏ هي بلدة تقع بولاية ويسكونسن في الولايات المتحدة. تبلغ مساحتها 94.6 (كم²)، وترتفع عن سطح البحر 232 م، بلغ عدد سكانها 1763 نسمة في عام 2010 حسب إحصاء مكتب تعداد الولايات المتحدة وتصل الكثافة السكانية فيها 19.2 نسمة/كم2.

## وصلات خارجية
- www.focol.org/winchester
- The US50 - Cities and Towns in Wisconsin State
- Wisconsin Cities and Towns, Facts, Map, Flag, Colleges, Government, and More